# Lacinipolia circumcincta
Lacinipolia circumcincta är en fjärilsart som beskrevs av Smith 1891. Lacinipolia circumcincta ingår i släktet Lacinipolia och familjen nattflyn. Inga underarter finns listade i Catalogue of Life.